# Tom Clancy's EndWar
Tom Clancy's EndWar é um jogo eletrônico do gênero Táticas em tempo real produzido pela Ubisoft Shanghai para as plataformas PlayStation 3, Xbox 360 e Microsoft Windows. Em contrapartida as versões para PSP e Nintendo DS são do gênero táticas por turnos. O jogo foi lançado em 4 de novembro de 2008 nos Estados Unidos, 6 de novembro de 2008 no Canadá, e 8 de novembro de 2008 na Europa. A versão para Windows foi lançada em 24 de fevereiro de 2009.